# NGC 3439
NGC 3439 este o galaxie spirală situată în constelația Leul. A fost descoperită în 25 martie 1865 de către Albert Marth.